# Kris Roe
Kristopher Lee Roe, detto Kris (Anderson, 12 gennaio 1978), è un compositore, chitarrista, cantante e fotografo statunitense.

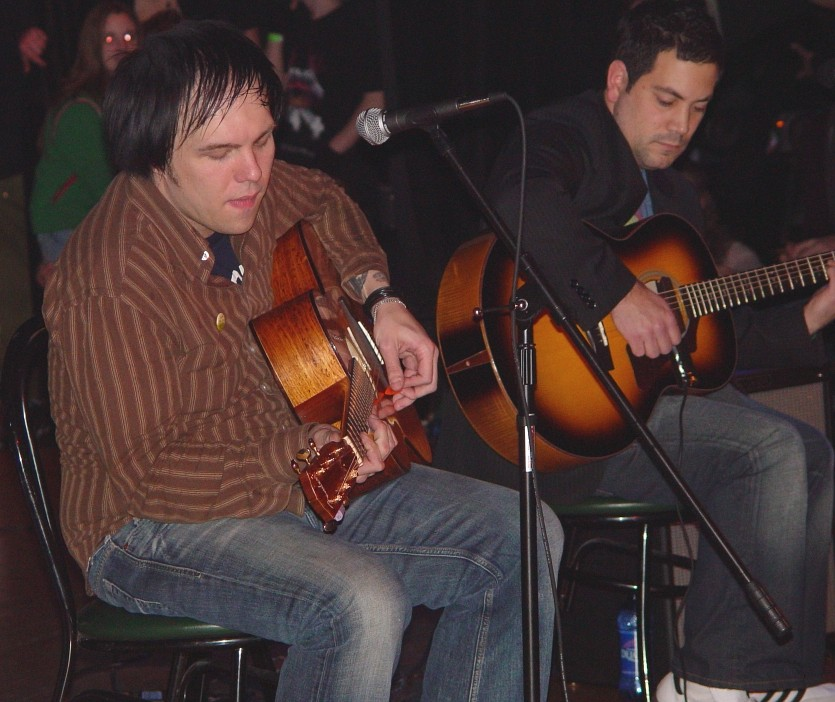
Kris Roe (sinistra) e il chitarrista John Collura allo show acoustico di Carmel, Indiana il 13 gennaio 2006.

Kris Roe nativo di Anderson, piccola cittadina dell'Indiana, si trasferisce in California per seguire il suo sogno: cantare, suonare e scrivere canzoni con il suo gruppo, The Ataris, che, grazie all'interessamento della Kung fu Records, esordisce nel 1992 con un punk pop più o meno negli standard dell'hardcore melodico di matrice californiana, la cui formula diviene sempre più peculiare e personale con il passare del tempo e i frequenti cambi di allineamento.
Le canzoni degli Ataris, sono sempre state arricchite dalla grande abilità di Kris come autore di canzoni, un'abilità che con il passare del tempo risulta senza dubbio uno dei punti chiave del successo della band. L'artista grazie alla sua innata sensibilità e intelligenza, riesce a parlare di argomenti personali, di amori, di viaggi, di vita senza mai risultare banale. Lo stesso Roe ammette che i testi sono per lui una componente importantissima nei suoi lavori, e che gli piace pensare di avere fans che riescano ad andare oltre la solita canzoncina punk pop proposta da centinaia di band.
Le storie raccontate nelle canzoni, vengono arricchite dalle immagini e dai lavori artistici nei fascicoli degli album degli Ataris, che sono spesso complementari con i testi.
La necessità di Kris di voler raccontare storie, (o anche solo di dover fornire lavori d'arte per i dischi degli Ataris) lo spinge verso la fotografia, che diventa una vera e propria passione.

## Curiosità
Kris Roe ha una figlia di nome Starla (alla quale sono dedicate le canzoni 1-15-96, the saddest song) che è nata da un primo matrimonio. Si è recentemente separato dalla seconda moglie, Denice, (vicenda molto dolorosa per l'artista, che ha ispirato gran parte dell'album "welcome the night" della band).
Kristopher Roe è conosciuto per il suo insolito modo di suonare la chitarra: è infatti un destrorso che suona chitarre da destri al contrario (con le corde sottosopra).
Kris è un polistrumentista: suona anche altri strumenti, come il piano (notevole il rifacimento di Christmas Card from a hooke in Minneapois di Tom Waits) e il violoncello.
Numerose b-sides (lati B) degli Ataris, sono registrati "in casa"; in essi Kris si diverte a rileggere il suo repertorio in una veste "unplugged", o  numerose covers dai musicisti da lui più amati.